# Triumviri reipublicae constituendae
Triumviri reipublicae constituendae van ser tres magistrats extraordinaris romans nomenats suposadament després de la lleis Liciniae-Sextiae, en orde a restaurar la pau a l'estat després de les commocions que havien suposat aquestes lleis. Segons Varró, tenien el dret de convocar al senat, entre altres funcions.
No obstant no hi constància fefaent d'uns magistrats d'aquest nom fins al temps al final de la república quan es van instaurar els precedents del Segon Triumvirat, format per Octavi, Marc Antoni i Marc Emili Lèpid l'any 43 aC, que administraven l'estat amb el títol de Tresviri Reipublicae Constituendae. Aquest títol els va ser concedit per un període de cinc anys, que després es va prorrogar cinc anys més.